# 이상열 (1929년)
이상열(李相悅, 1929년 11월 13일 ~ 2006년 4월 3일)은 대한민국의 군인, 외교관, 정치인이다.

## 생애

### 생애 초기와 청년 시절
생전 그의 신장은 164cm이고 생전 그의 체중은 73kg이며 그의 본관(관향)은 경주(慶州)이고 아호(雅號)는 효산(曉山· 孝山· 梟山)이며 충청북도 진천에서 출생하였고 지난날 한때 충청북도 보은에서 잠시 유아기를 보낸 적이 있는 그는 1948년 강원도 춘천고등보통학교를 졸업한 직후 향리에 귀향하여 잠시 농업에 종사를 하였고 1년 후 1949년에는 충청북도 보은군 속리산 법주사에 들어가서 불교 승려들과 공양주 보살들 수하에서 불목하니 노릇을 하다가 이듬해 1950년 1월에는 대한민국 육군 갑종사관 1기 모집에 지원하였으며 6·25 한국 전쟁이 일어난 그 다음 달인 1950년 7월에는 대한민국 육군 갑종사관 1기에 합격, 대한민국 육군 소위 임관하였다.

### 군 복무와 예편 이후외교가겸정치인
그는 1950년 7월에 육군 갑종사관 1기로 대한민국 육군 소위 임관하였으며 이후 1953년 7월 27일까지 한국 전쟁에 참전하였고 종전을 목도한 이듬해 1954년 10월 6일에는 3년 연하의 최씨와 결혼한 이후 그녀와의 사이에 슬하 1남 2녀를 얻은 한편 1956년 연희대학교 상학과에 입학하여 1960년 서울 연세대학교 상학과를 학사 학위하였고 이후 1964년부터 1965년까지 1년간 베트남 전쟁에 참전하였으며 1965년 대한민국 육군 수도사단 예하 보병 연대 기갑 대대장(당시 육군 중령 신분)에 보임되었고 이듬해 1966년 육군 수도사단 예하 보병 연대장에 보임과 동시에 육군 대령 진급, 1년 후 1967년 육군 수도사단 예하 보병 연대장 직위 재직 시기에 육군 준장 진급하였으며 이듬해 1968년 육군본부 기획관리참모국 차장 직위에 보임되었고 1년 후 1969년 육군본부 작전교육참모국 국장 직위 보임과 동시에 육군 소장 진급하였으며 이듬해 1970년 주말레이시아 대한민국 대사관 국방무관 직위에 보임되어 이 직위를 1년간 지내다가 1971년 육군 소장으로 예편하였다.
그 후 외교관의 길로 들어서서 1974년 주사우디아라비아 대한민국 대사관 공사 직위에 이어 같은 해 1974년 주멕시코 대한민국 대사관 공사를 역임하다가 이듬해 1975년 중앙정보부 차장보를 역임하여 잠시 2년간 정치인의 길을 걷기도 하였다.

### 외교관 시기
1977년 프랑스 주재 대한민국 대사관 공사로 임명되었고 그 직위에 재직 중 1979년 당시 중앙정보부 부장 김재규(金載圭)의 사주를 받고 중앙정보부 부장을 지낸 김형욱(金炯旭) 납치암살사건을 현장 지휘하였다.
그 후 1983년 대한민국 외무부 외교안보위원회 연구위원을 지내었고 이듬해 1984년 버마 주재 대한민국 대사관 대사와 1987년 리비아 주재 대사를 거쳐 1992년 이란 주재 대한민국 대사관 대사를 지내었으며 1994년 이란 주재 대한민국 대사관 대사 직위에서 퇴임하였고 이어 이듬해 1995년 7월까지는 대한민국 외무부 외교안보연구원 연구위원장을 1년간 역임하였다.

### 국가안전기획부에서의 부답 증언
그는 중앙정보부 부장을 지낸 김형욱(金炯旭)의 납치암살사건을 현지 지휘하였고 이 사건의 유일한 핵심 증인이기도 한데 훗날 1998년 6월, 그는 이 사건에 대한 국가안전기획부(지금의 국가정보원)의 진상 규명 과정에서 "나 이상열과의 면담은 차라리 No(노)라고 기록해 달라. 입수한 정보를 누설하지도 않고 발설하지도 않는 것은 정보관계자로서의 절대 소임이다."라고 하며 증언 거부, 끝내 배후를 밝히지 않았다.

### 사망
2006년 4월 3일, 폐렴으로 숨졌다.

## 학력
- 1942년 충청북도 진천 초평소학교 졸업
- 1948년 강원도 춘천고등보통학교 졸업
- 1951년 육군보병학교 졸업
- 1952년 육군기갑학교 졸업
- 1953년 육군정보학교 졸업
- 1954년 육군포병학교 졸업
- 1954년 육군정훈학교 졸업
- 1955년 육군고급부관학교 졸업
- 1960년 연세대학교 상학과 학사
- 1965년 국방대학교 행정학사 10기

## 주요 경력
- 1970년 말레이시아 주재 대한민국 대사관 국방무관
- 1971년 대한민국 육군 소장 예편
- 1971년 주말레이시아 대한민국 대사관 참사관 직위 보임
- 1974년 사우디 아라비아 주재 대한민국 대사관 참사관 직위 보임
- 1974년 사우디 아라비아 주재 대한민국 대사관 공사 직위 승진
- 1975년 멕시코 주재 대한민국 대사관 공사 직위 보임
- 1975년 중앙정보부 차장보 직위 보임
- 1977년 프랑스 주재 대한민국 대사관 공사 직위 보임
- 1983년 대한민국 외무부 외교안보위원회 연구위원 직위 보임
- 1984년 부르마 주재 대한민국 대사관 대사 직위 보임
- 1987년 리비아 주재 대한민국 대사관 대사 직위 보임
- 1990년 대한민국 외무부 외교안보행정연구위원장 직위 보임
- 1990년 대한민국 외무부 본부 대리대사 직위 보임
- 1990년 대한민국 외무부 외교안보위원회 연구위원 직위 보임
- 1992년 이란 주재 대한민국 대사 직위 보임
- 1994년 대한민국 외무부 외교안보연구원 연구위원장 직위 보임(1994년 3월)
- 1995년 대한민국 외무부 외교안보연구원 연구위원장 직위 퇴임(1995년 3월)
- 1995년 자유민주연합 외교안보특임고문 직위 보임(1995년 6월)
- 1996년 자유민주연합 외교안보특임고문 직위 퇴임(1996년 1월)